# 帰って来た英雄
『帰って来た英雄』（かえってきたえいゆう）は、1926年（大正15年）製作・公開、仁科熊彦監督による日本の長篇劇映画である。前篇・後篇に分けられて公開されたサイレント映画、剣戟映画である。第二次世界大戦で戦死した脚本家・山上伊太郎のデビュー作として知られる。

## 略歴・概要
1923年（大正12年）12月、20歳のとき、東亜キネマ設立時に脚本部研究生として入社した山上が書いた脚本が採用され、入社3年目にして脚本家としてデビューとなった。マキノ正博（のちのマキノ雅弘）が監督し、キネマ旬報ベストテン第1位を獲得する『浪人街 第一話 美しき獲物』の2年前の作品である。
本作のプリントは現在散逸しており、いかなる形式においても見ることはできない。1976年（昭和51年）に出版された『山上伊太郎のシナリオ』にも、本作のシナリオは採録されてはいない。

## スタッフ・作品データ
- 監督 : 仁科熊彦
- 原作・脚本 : 山上伊太郎
- 撮影 : 石川東橘

- 製作 : 東亜キネマ等持院撮影所
- 上映時間（巻数） : 前篇 6巻 / 後篇 6巻
- フォーマット : 白黒映画 - スタンダードサイズ（1.33:1） - サイレント映画
- 初回興行 : 神戸・有楽館

## キャスト
- 高木新平
- 生野初子
- 光岡龍三郎
- 香住千栄子 （浪花千栄子）

## 註
1. ↑  『日本映画監督全集』、キネマ旬報社、1976年、p.416、「山上伊太郎」の項、執筆竹中労。
2. ↑  『山上伊太郎のシナリオ』、稲垣浩・マキノ雅弘編、白川書院、1976年。